# Xã Roscoe, Quận LaMoure, Bắc Dakota
Xã Roscoe (tiếng Anh: Roscoe Township) là một xã thuộc quận LaMoure, tiểu bang Bắc Dakota, Hoa Kỳ. Năm 2010, dân số của xã này là 59 người.